# Zaklanec
Zaklanec – wieś w Słowenii, w gminie Horjul. 1 stycznia 2017 liczyła 203 mieszkańców.